# IBM PC Portable
El IBM PC Portable 5155 modelo 68 fue uno de los primeros ordenadores portables, desarrollado por la IBM tras el éxito de la unidad de tamaño maleta del Compaq Portable. Fue lanzado en febrero de 1984 y reemplazado por el IBM Convertible.
Este Portable era básicamente la placa base de un IBM PC/XT ubicado en una caja de estilo maleta de Compaq. El sistema disponía de 256 Kb de memoria RAM (ampliables a 512 Kb en la propia placa), una tarjeta gráfica CGA conectada a un monitor de tubo interno de 9" monocromo de fósforo ámbar, y una o dos disqueteras de 5¼" media altura, cada disquete con 360 Kb de capacidad. A diferencia del Compaq Portable, que usaba un monitor de modo dual y una tarjeta gráfica especial, IBM utilizaba una placa estándar CGA y un monitor de video compuesto estándar, con una resolución más baja. Podía conectarse a un monitor externo en color o a un televisor. Incluía un teclado separado de 83 teclas unido por un cable con la unidad.
Los expertos declararon que IBM desarrolló el Portable en parte porque su fuerza de ventas necesitaba un ordenador que compitiera contra el Compaq Portable.  Aunque menos sofisticado que el Compaq, el IBM tenía la ventaja de un precio más bajo. La placa base disponía de ocho ranuras de expansión. La fuente de alimentación proporcionaba 114 vatios, y podía trabajar a 120 o 230 Voltios en corriente alterna. Los discos duros eran un añadido de terceros muy habitual, ya que IBM no lo ofrecía como opción. Típicamente en un contexto de dos disqueteras, la unidad A: ejecutaba el Sistema Operativo MS-DOS, y la unidad B: sería utilizada para aplicaciones y datos.
Se vendía como portable ya que combinaba el monitor junto a una unidad base, en una caja con asas del tamaño de una maleta pequeña, cuyo teclado podía plegarse hacia dentro y formar una unidad compacta y transportable, aunque con un peso de unos 14 kilos. Al no disponer de baterías no era un portátil, ya que solo se podía usar enchufado.

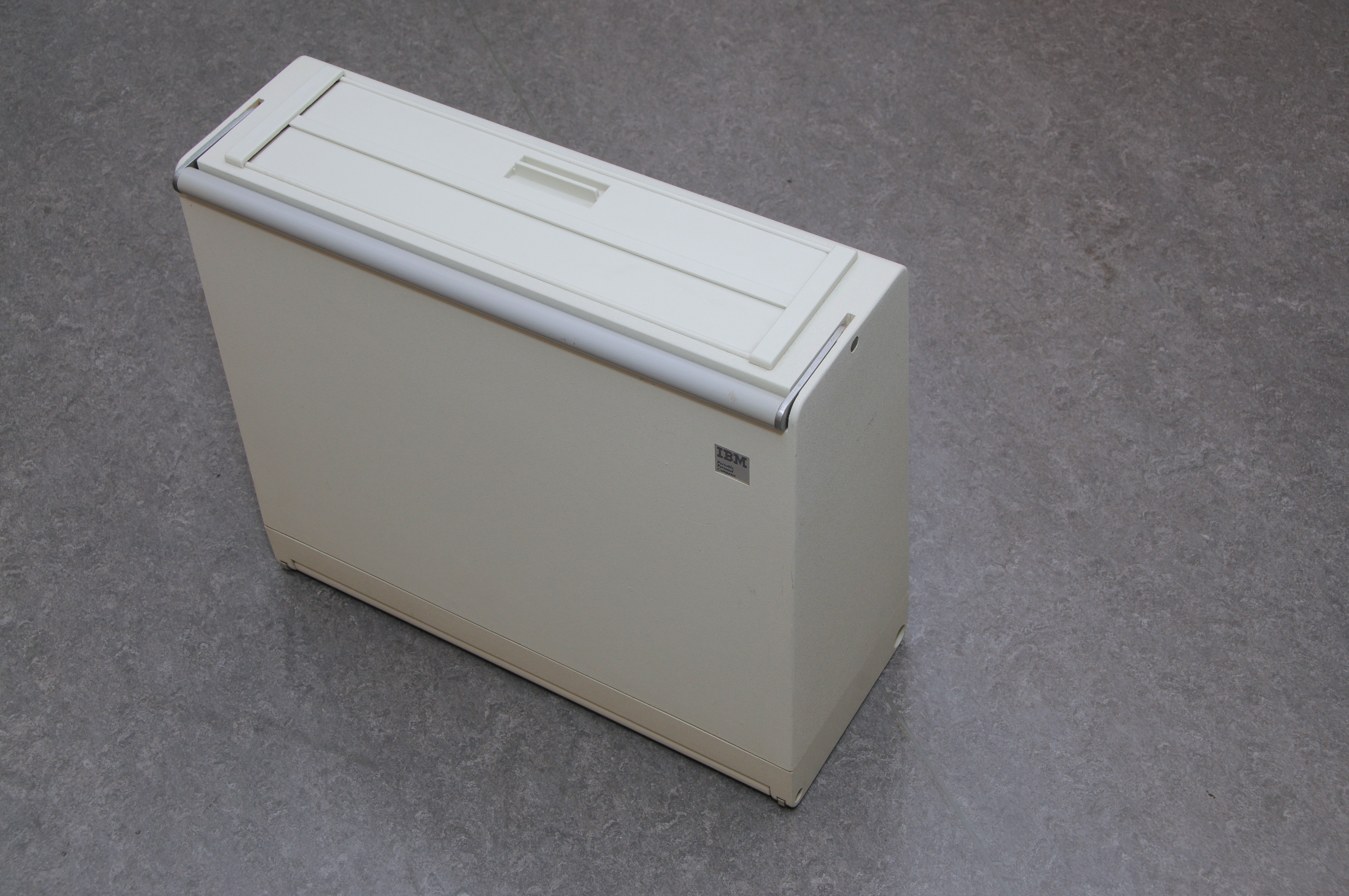
Caja cerrada
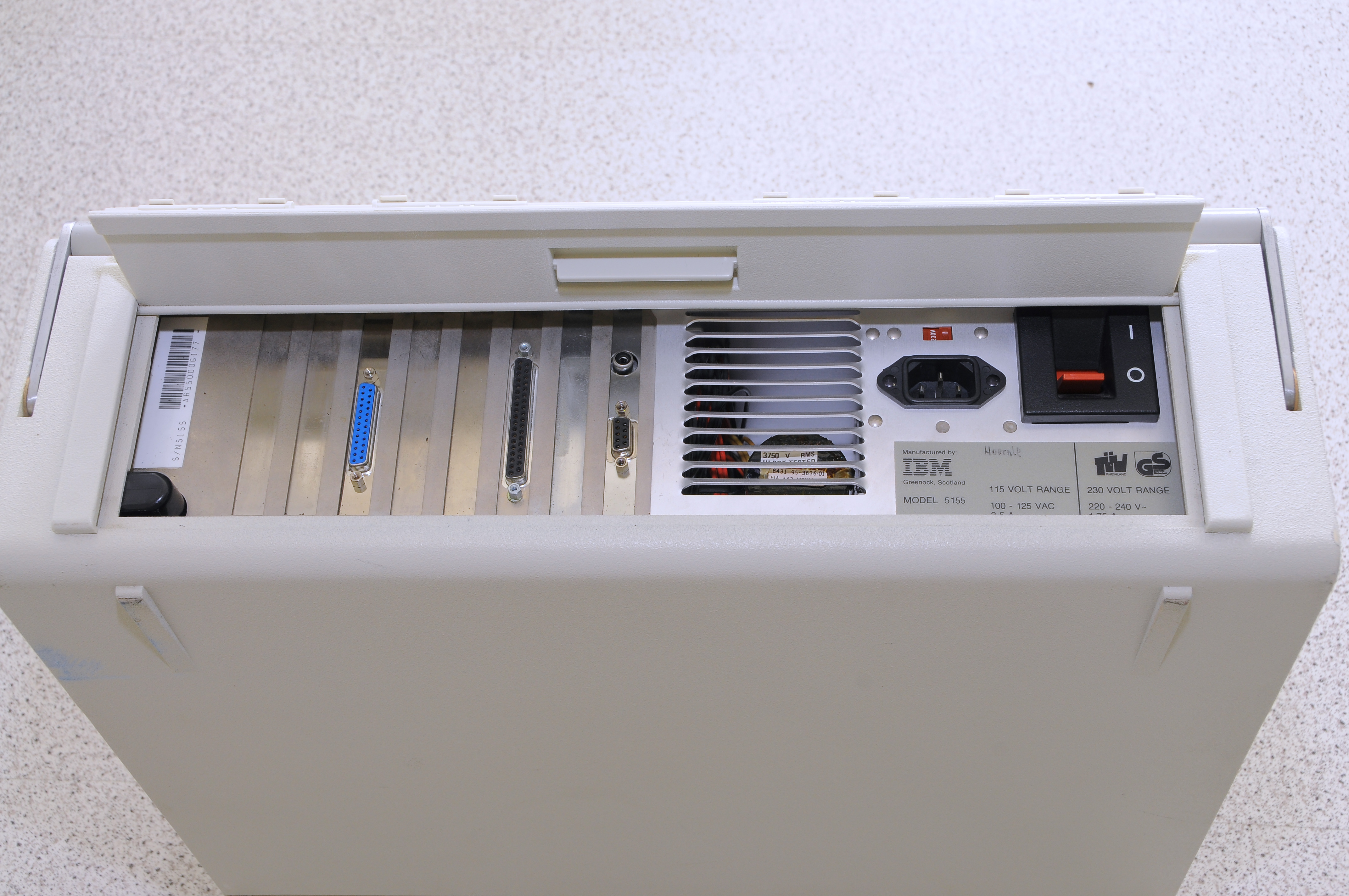
Tapa trasera abierta mostrando la conexión de la alimentación y de las interfaces
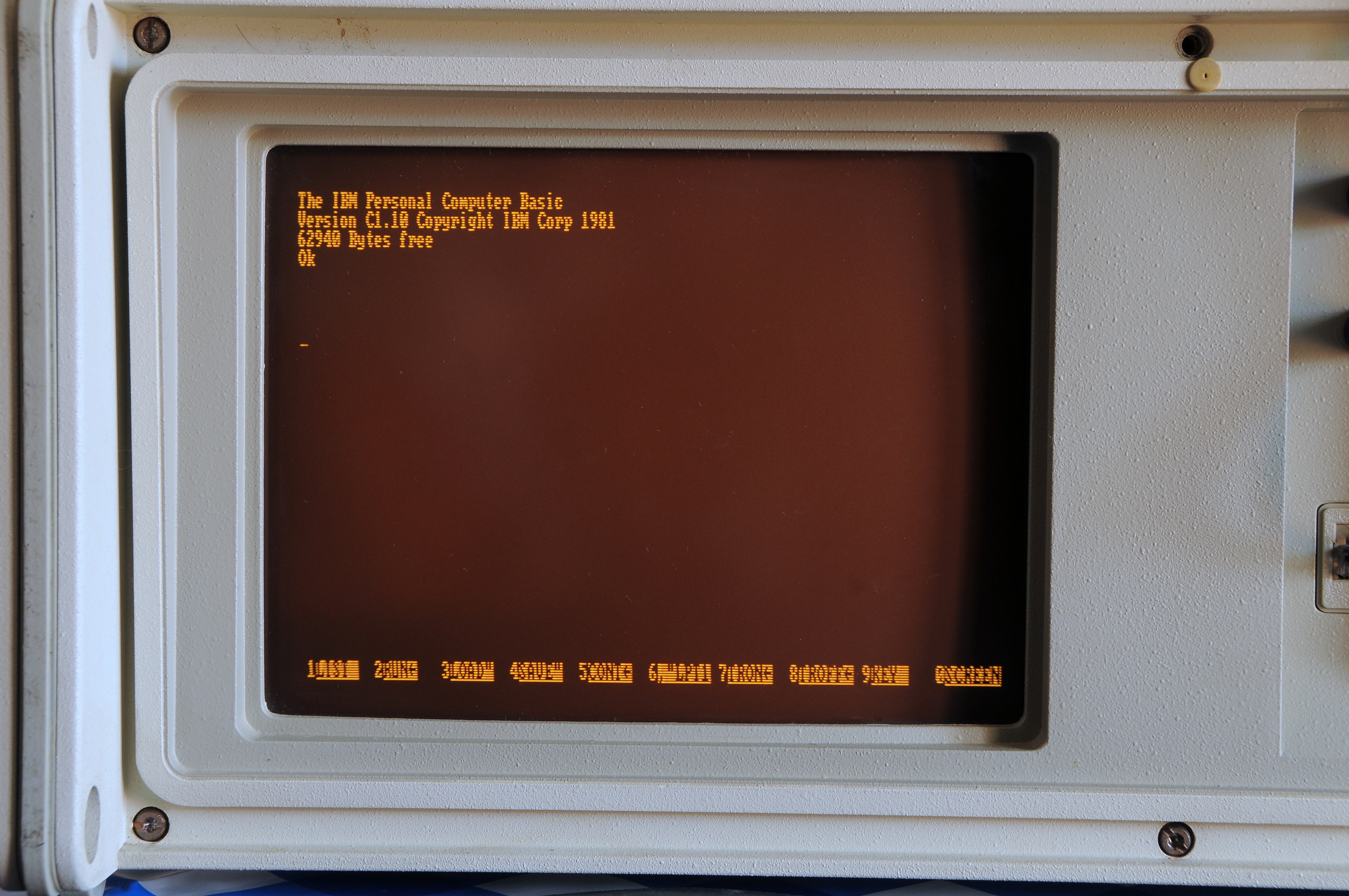
Pantalla de inicio de la ROM, con el intérprete BASIC